# Джейсън X
„Джейсън X“ (на английски: Jason X) е американски научнофантастичен слашър филм от 2002 г.

## Сюжет
Внимание:  Текстът по-долу разкрива сюжета на произведението (или части от него)!
Джейсън Ворхис е заловен от правителството на САЩ и е затворен в изследователския център Кристъл Лейк. През 2010 г. учените решават да поставят Джейсън в стазис и той е замразен.

## Актьорски състав
- Кейн Ходър – Джейсън Ворхис
- Лекса Дойг – Роуън ЛаФонтен
- Лиза Райдър – Кай-Ем 14
- Чък Кемпбъл – Цунарон
- Джонатан Потс – проф. Брандън Лоу
- Питър Менса – сержант Бротски
- Мелиса Ейд – Джанеса
- Мелъди Джонсън – Кинса
- Филип Уилямс – Кръч
- Дервин Джордан – Уейлендър
- Дов Тифенбах – Азраел
- Кристи Ангъс – Ейдриън Томас